# Impact Grand Championship
Die Impact Grand Championship war ein Wrestling-Titel der US-amerikanischen Promotion Total Nonstop Action Wrestling (TNA). Der Titel wurde eingeführt, um die zuvor eingestellte TNA King of the Mountain Championship zu ersetzen. Wie im Wrestling allgemein üblich erfolgt die Vergabe nach einer zuvor bestimmten Storyline.

## Geschichte
Bei der Impact-Ausgabe vom 18. August, welche am 12. August aufgezeichnet wurde, wollte der TNA King of the Mountain Champion Lashley, welcher gleichzeitig auch TNA World Heavyweight- und TNA X Division Champion war, alle drei Titel vereinigen. Nachdem ihm der Wunsch vom TNA-Präsidenten Billy Corgan verweigert wurde, gab Lashley die TNA X Division Championship und TNA King of the Mountain Championship freiwillig ab. Am darauffolgenden Tag wurde die TNA King of Mountain Championship eingestellt und gleichzeitig präsentierte Billy Corgan die Impact Grand Championship, welche die TNA King of the Mountain Championship ersetzte. Wie im Wrestling üblich richten sich die Länge des Championship nach der real vergangenen Zeit, nicht nach der Storyline der Wrestling-Ausgaben. Daher wurden die Tage durch die Aufnahmezeitpunkte ermittelt. Das Besondere an diesem Titel ist, dass der Titel in drei Runden, wo jede Runde 3 oder 5 Minuten dauert, ausgekämpft wird. Sollte es in diesen drei Runden keinen Sieger geben, wird der Sieger durch Ringrichter, die nach einem 10-Punktesystem handeln, bestimmt. Der erste Titelträger wurde in einem 8-Mann-Turnier ermittelt. Das Finale fand am 2. Oktober 2016 beim PPV Bound for Glory statt. Im Finale konnte sich Aron Rex gegen  Eddie Edwards durchsetzen, um sich zum ersten Titelträger zu krönen. Bei der Impact-Wrestling-Ausgabe vom 29. März 2018, welche zuvor am 14. Januar 2018 aufgezeichnet wurde, gewann der Impact World Champion Austin Aries die Impact Grand Championship von Matt Sydal. Am 4. Juni gab Austin Aries auf der Slammiversary-XVI-Pressekonferenz bekannt, dass er die Impact Grand Championship mit der Impact World Championship vereinigen werde, sodass der Titel eingestellt wurde.

## Titelstatistiken
| Rekord                  | Rekordhalter         | Einheit               |
| ----------------------- | -------------------- | --------------------- |
| Meiste Titelgewinne     | Moose                | 2 Mal                 |
| Längste Regentschaft    | Moose                | 174 Tage              |
| Kürzeste Regentschaft   | Drew Galloway        | 5 Tage                |
| Ältester Titelträger    | Austin Aries         | 40 Jahre und 50 Tage  |
| Jüngster Titelträger    | Drew Galloway        | 31 Jahre und 215 Tage |
| Schwerster Titelträger  | Moose                | 136 Kilogramm         |
| Leichtester Titelträger | Matt Sydal           | 75 Kilogramm          |
| Größter Titelträger     | Moose, Drew Galloway | 196 Zentimeter        |
| Kleinster Titelträger   | Matt Sydal           | 173 Zentimeter        |

## Liste der Titelträger
| # | Champion          | Nr. | Tage | Datum             | Ort                      | Veranstaltung                     | Bemerkung |
| - | ----------------- | --- | ---- | ----------------- | ------------------------ | --------------------------------- | --- |
| 1 | Aron Rex          | 1   | 7    | 2. Oktober 2016   | Orlando, Florida         | Bound for Glory                   | Besiegte Eddie Edwards im Finale eines 8-Mann-Turniers, um den neu eingeführten Titel zu gewinnen. |
| 2 | Moose             | 1   | 90   | 9. Oktober 2016   | Orlando, Florida         | Impact Wrestling                  | Die Ausgabe wurde am 1. Dezember 2016 ausgestrahlt. |
| 3 | Drew Galloway     | 1   | 5    | 7. Januar 2017    | Orlando, Florida         | Impact Wrestling                  | Die Ausgabe wurde am 19. Januar 2017 ausgestrahlt. |
| 4 | Moose             | 2   | 174  | 12. Januar 2017   | Orlando, Florida         | Impact Wrestling                  | Die Ausgabe wurde am 2. März 2017 ausgestrahlt. |
| 5 | Ethan Carter III  | 1   | 128  | 5. Juli 2017      | Orlando, Florida         | Impact Wrestling                  | Die Ausgabe wurde am 3. August 2017 ausgestrahlt. |
| 6 | Matt Sydal        | 1   | 64   | 10. November 2017 | Ottawa, Ontario, Kanada  | Impact Wrestling                  | Die Ausgabe wird am 25. Januar 2018 ausgestrahlt. |
| 7 | Austin Aries      | 1   | 141  | 14. Januar 2018   | Orlando, Florida         | Impact Wrestling                  | Besiegte Matt Sydal in einem Titel vs Titel-Match, in dem neben der Impact Grand Championship auch die Impact Global Championship auf dem Spiel stand. Die Ausgabe wird am 29. März 2018 ausgestrahlt. |
| – | Titel eingestellt | –   | –    | 4. Juni 2018      | Toronto, Ontario, Kanada | Slammiversary XVI Pressekonferenz | Auf der Slammiversary XVI Pressekonferenz gab Aries die Einstellung des Titels bekannt, sodass der Titel mit der Impact World Championship vereinigt wurde.                                            |